# 88 TCN
Năm 88 TCN là một năm trong lịch Julius. 

## Mất
- Hiếu Vũ Triệu Tiệp dư